# Tenchi Hajimari no Koto
Das Tenchi Hajimari no Koto (jap.「天地始之事」 bzw. てんちはじまりのこと; dt. „Wie Himmel und Erde entstanden“) ist eine Erzählung aus dem Kontext der Kakure Kirishitan. Teile der Forschung sehen in ihr eine Darstellung der Theologie dieser ehemals von der übrigen Christenheit abgeschlossenen Gruppe, etwa eine Kakure-Bibel. Auf Japanisch verfasst, enthält es auch Ausdrücke, die vom Portugiesischen und Lateinischen stammen. Es vermischt die christliche Heilsgeschichte mit buddhistischen, shintoistischen und volkstümlichen Elementen.

## Überlieferung
Seinen Ursprung hat das Tenchi wohl im 17. Jahrhundert, wurde jedoch vor 1800 nicht schriftlich fixiert. Folglich wurde die Erzählung also sowohl mündlich als auch schriftlich tradiert. Es existieren verschiedene Fassungen, die sich in ihrem Tiefgang und Umfang unterscheiden. Fr. Petitjean wurde 1865 von Fukahori Zen'uemon eine Version vorgelegt, dessen die Doktrin betreffende Fehler Fr. Petitjean nicht schwer gewichtete. Diese Version ging jedoch beim Brand der Yokohama-Mission 1874 verloren. Andere Priester bewerteten diesen Text dagegen kritischer.
1938 wusste Alfred Bohner von drei Varianten, die Grundlage für seine Übersetzungsfassung waren. Die jeweiligen Vorlagen enthielten nicht ausschließlich das Tenchi, sondern besaßen noch weitere Zusätze, die aber nicht in direktem Zusammenhang mit dem Tenchi Hajimari no Koto standen. Bis heute sind neben der Variante von Fr. Petitjean (dessen Inhalt nicht bis heute überdauert hat) zehn Manuskripte bekannt. Neun Versionen wurden von Kôya Tagita gesammelt, die letzte Fassung geht auf die Arbeit SJ Diego Yûkis zurück. Alle Versionen zeigen eine Verbindung mit der Sotome-Region, in der heutigen Präfektur Nagasaki. Die Version eines gewissen Shimomura Zenzaburo gilt als vollständigste und stammt aus der Bunsei-Periode (1818–1830). Die erste Übersetzung dieser Fassung ins Englische erschien 1966. Jedoch erst mit der englischen Neuübersetzung erlangte das Tenchi neues Forschungsinteresse. Auch Bohners Übersetzung findet in der Forschung Verwendung. Dessen Text basiert jedoch auf dem Kyûichi-Manuskript. Die einzelnen Manuskripte sind entweder vornehmlich in Hiragana oder Katakana geschrieben, indes Kanji nur in sehr geringem Maße gebraucht wurde.

## Inhalt
Die Erzählung enthält entgegen dem Titel nicht nur die Entstehung der Welt, sondern auch weitere Inhalte der Heilsgeschichte bis Jesus Christus sowie Passagen über die Endzeit. Dazu gehört unter anderem Garten Eden und der Sündenfall, die Flutgeschichte um Noah sowie Geburt, Leben, Tod, Auferstehung und Himmelfahrt Christi. Hinzu kommen Details sowie ganze Teilgeschichten, die sich nicht im biblischen Kanon finden. Die Handlung selbst ist nicht an einen bestimmten Ort gebunden und beschreibt ein eigenes geschlossenes System.
Dabei kommt es auch zu eigenwilligen Interpretationen von Dogmen wie der Trinität, bei der der Heilige Geist mit der Jungfrau Maria identifiziert wird. Diese Beieinanderstellung von einem männlichen und weiblichen Teil zeigt Gemeinsamkeiten mit der Darstellung der Amida Triade. Die Abfolge der Erzählung ähnelt dem Rosenkranz und orientiert sich an der Doctrina Christan (Dochiriina Kirishitan) von 1592, dem Katechesewerk der Jesuiten in Japan. Viele benutzte Bezeichnungen stammen dagegen aus dem Buddhismus. Ob es trotzdem eine anti-buddhistische Botschaft enthält, ist umstritten.

## Nutzung
Während der Zeit des Verbots des Christentums wurde das Tenchi wahrscheinlich als inspirierende Lektüre bei gemeinsamen Gebets- oder Rosenkranztreffen verwendet. Möglicherweise war es auch mit den biwa hōshi verbunden. Es ist anzunehmen, dass im Verlauf der Abschottung sein dogmatischer Wert wuchs, da andere christliche Lehrmaterialien fehlten. Bei einem Interview eines Kakure-Kirishitan-Gemeindeleiters 1994 befand dieser es als fehlerhaft, schätzte jedoch den Wert für seine Vorfahren. Er nutze es jedoch nicht und könne sich auch nicht erinnern, dass es zu seinen Lebzeiten genutzt worden wäre. Whelan schließt, dass es seine Funktion innerhalb der Kakure Kirishitan nach der Öffnung Japans zunehmend verloren habe.